# Власово (Шатурский район)
Вла́сово — село в Московской области. Входит в состав городского округа Шатура. До марта 2017 года в составе городского поселения Мишеронский Шатурского района. Население — 492 чел. (2010).

## Расположение
Село Власово расположено в северо-восточной части городского округа Шатура, расстояние до МКАД около 139 км. Высота над уровнем моря 122 м. В 1 км к югу от села расположено озеро Белое.

## Название
В письменных источниках упоминается как деревня Власовская, село Власовское, позднее Власово.
Название связано с личным именем Влас или фамилией на его основе.

## История
Впервые упоминается в писцовой книге Владимирского уезда 1637—1648 годов князя Василия Кропоткина как деревня Власовская Кривандинской волости. Деревня принадлежала московскому дворянину Никите Васильевичу Кафтыреву (1625—1668).
В 1663 году Прасковья Никитична Кафтырева (1645—1715) вышла замуж за князя Михаила Голицына (1639—1687). По сведениям переписных книг за 1678 год деревня Власовская принадлежала уже знатному боярину Голицыну. Также в собственности Михаила Андреевича Голицына состояли и две ближайшие деревеньки, Лемешинская и Семёновская. В 1705 году деревней Власовской владел наследник князя, стольник Михаил Михайлович Голицын. Переписные книги отмечают наличие в деревне 12 дворов, где проживало почти четыре десятка мужиков с семьями.
В 1776 году наследный князь Пётр Михайлович Голицын построил в своей вотчине деревянный храм в честь Покрова Пресвятой Богородицы. Село с 1776 года.
После отмены крепостного права село вошло в состав Селищенской волости Покровского уезда Владимирской губернии.

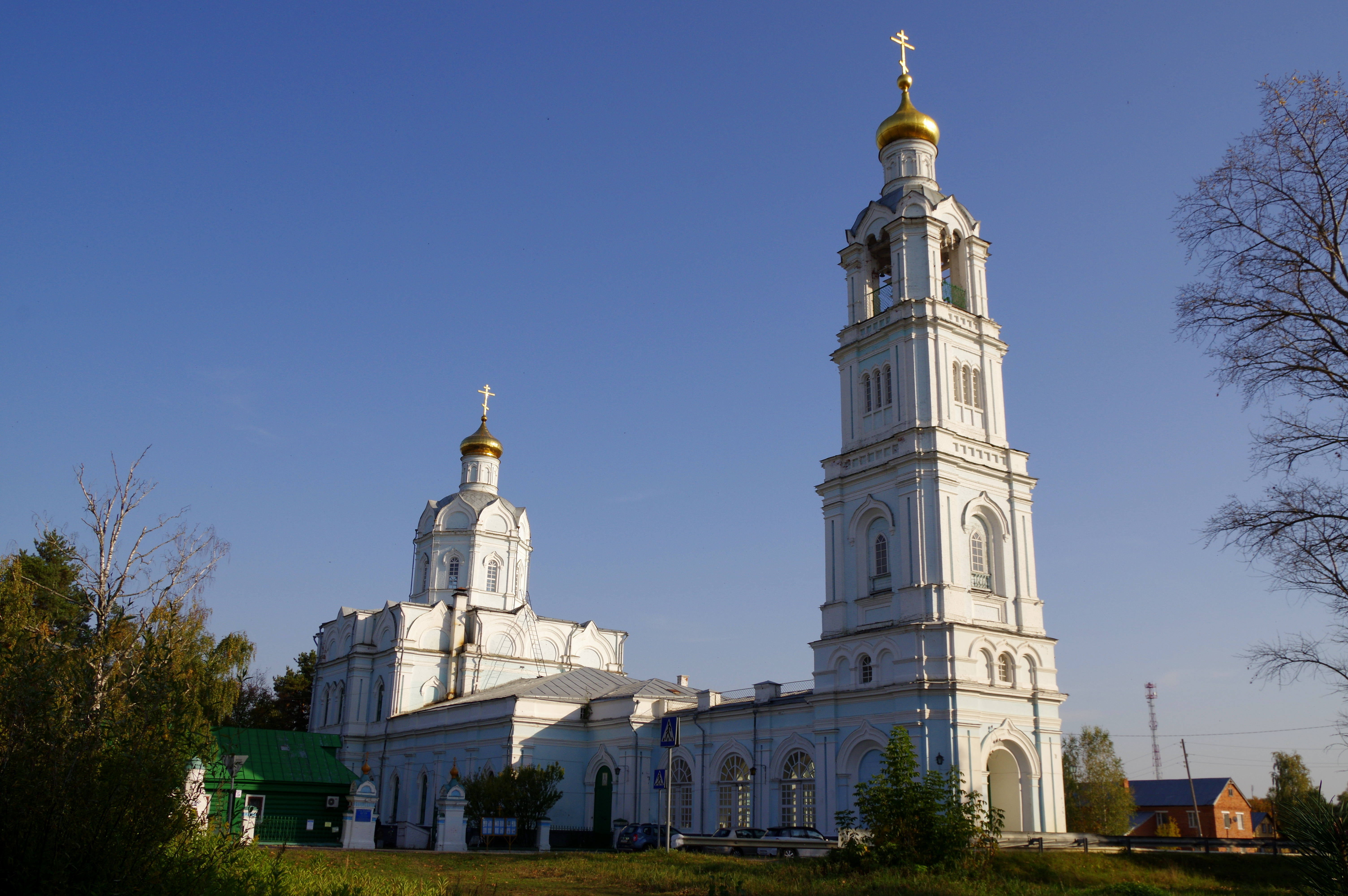
Храм Покрова вблизи

Строительство каменных церквей в XIX веке подвигло и жителей села Власовского на возведение новой церкви. Инициатива принадлежала состоятельным сельчанам Никифору и Ивану Костерёвым, владевшими Мишеронским стеклянным заводом в семи верстах от села. В 1865 году на средства братьев Костерёвых была построена действующая каменная церковь Троицы Живоначальной.
В 1868 году село Власовское уже было владением здешнего помещика Николая Поливанова.
В 1873 году во Власовском было открыто сельское земское училище. Попечителем его был Николай Иванович Костерёв, содержащий училище за свой счёт. Учащихся было к 1-му января 1883 года — 61 мальчик и 3 девочки. Кроме того, в 1886 году начала работу еще и церковно-приходская школа для девочек.
С приходом к власти большевиков село стали называть Власово. С 1921 года образовывало Власовский сельсовет в составе Лемешневской волости Орехово-Зуевского уезда Московской губернии. В 1923 году Лемешневская волость была переименована в Ленинскую. В 1926 году в сельсовет входило только одно село Власово. В 1929 году Власово вошло в состав Шатурского района Орехово-Зуевского округа Московской области.
С июля 1933 года Власово из упразднённого Шатурского района вошло в состав Коробовского. В июле 1939 года передано Гармонихинскому сельсовету. В 1954 году административный центр Гармонихинского сельсовета перенесён в село Власово, а сельсовет переименован во Власовский.
В начале 20-х годов прошлого века начались гонения на Русскую православную церковь. В 1930-е годы были арестованы священники, а сельский храм разграблен и закрыт. Скрывшись после ареста под чужим именем, священник о. Василий, представитель рода Орлиных, не оставил служения и в итоге нашел приют во Власово, где служил с 1940-го по 1975 год и в нелегкое время богоборчества смог возродить разоренный местный приход.
14 марта 1977 года село Власово было включено в состав Бордуковского сельсовета, а Власовский сельсовет упразднён.
В 1994 году в связи с реформой местного самоуправления село Власово вошло в Бордуковский сельский округ.
В 2005 году Власово включено в состав городского поселения Мишеронский.
С 2017 года в связи с преобразованием Шатурского муниципального района и упразднением всех ранее входивших в него поселений относится к городскому округу Шатура.

## Население
| 1857 | 1895 | 1905 | 1926 | 1931  | 1970 |
| ---- | ---- | ---- | ---- | ----- | ---- |
| 311  | ↗648 | ↗754 | ↘718 | ↗1560 | ↘591 |
| 1993 | 2002 | 2006 | 2010 |       |      |
| ↘309 | ↘280 | ↘272 | ↗492 |       |      |